# سوق الخميس (الخوبة)
سوق الخميس، سوق الخوبة هو أحد الأسواق التاريخية، وأحد 6 أسواقٍ أسبوعية كانت تقام فيما يعرف قديماً بالمخلاف السليماني. يقام في الخوبة ويقام السوق في الخوبة الجنوبية، وهو أكبر وأهم الأسواق الشعبية في جنوب المملكة. ويتم فيه عرض الكثير من المنتجات والحرف اليدوية، كما تعرض العديد من أنواع الحيوانات والطيور وأهمها الصقور التي تجذب العديد من محبي مهنة تربيه الصقور من خارج المنطقة والنمور والضباع، والنباتات العطرية التي يتم استخدامها في الغالب لزينة النساء في المنطقة.. ومنذ 03 يناير 2015 تم تعديل الموعد الأسبوعي لإقامته ليصبح يوم السبت بدلاً من يوم الخميس ليوافق عطلة نهاية الأسبوع. ونظراً لقرب السوق من الحدود السعودية اليمنية فإن السوق ليس محصوراً على السعوديين بل يشارك فيه مواطنون من جمهورية اليمن، لا سيما القرى المجاورة.

## أهميته
بالإضافة إلى القيمة التاريخية لهذا السوق، فإن شهرته وصيته الذائع جعل منه وجهة لسكان كل الدول المجاورة للمملكة.

## توقف السوق
توقف السوق بسبب الحرب التي وقعت عام 2009 وذلك بعد أن تم الإجلاء المؤقت لسكان محافظة الحرث إثر الحرب، واستؤنف في عام 2012 ثم عاد إلى الإغلاق مع نشوب الحرب مرة ثانية في عام 2015.